# Kabinett Milei
Das Kabinett Milei bildet nach der Amtsübernahme des gewählten Präsidenten Javier Milei nach der Präsidentschafts- und Parlamentswahlen in Argentinien 2023 seit dem 10. Dezember 2023 die Regierung von Argentinien. Es löste das Kabinett Fernández ab.

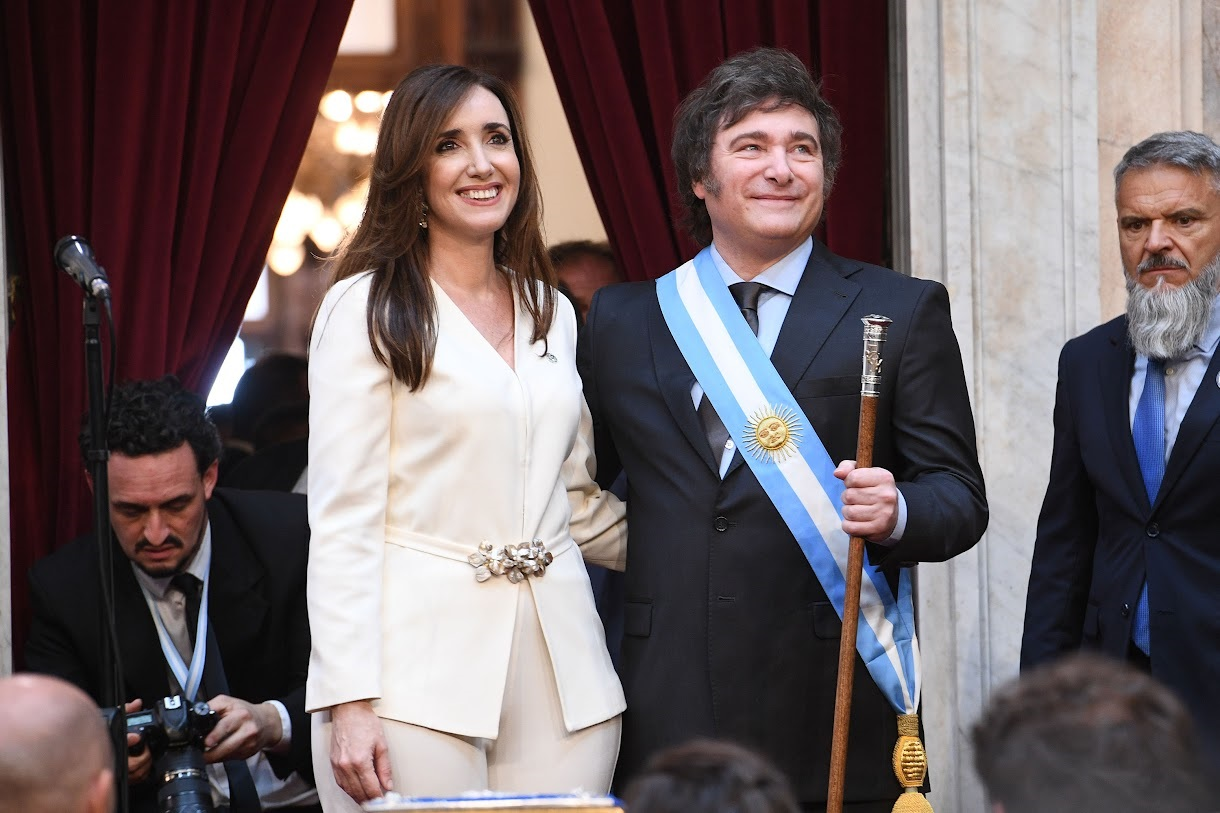
Der Präsident und die Vizepräsidentin bei der Amtsübernahme

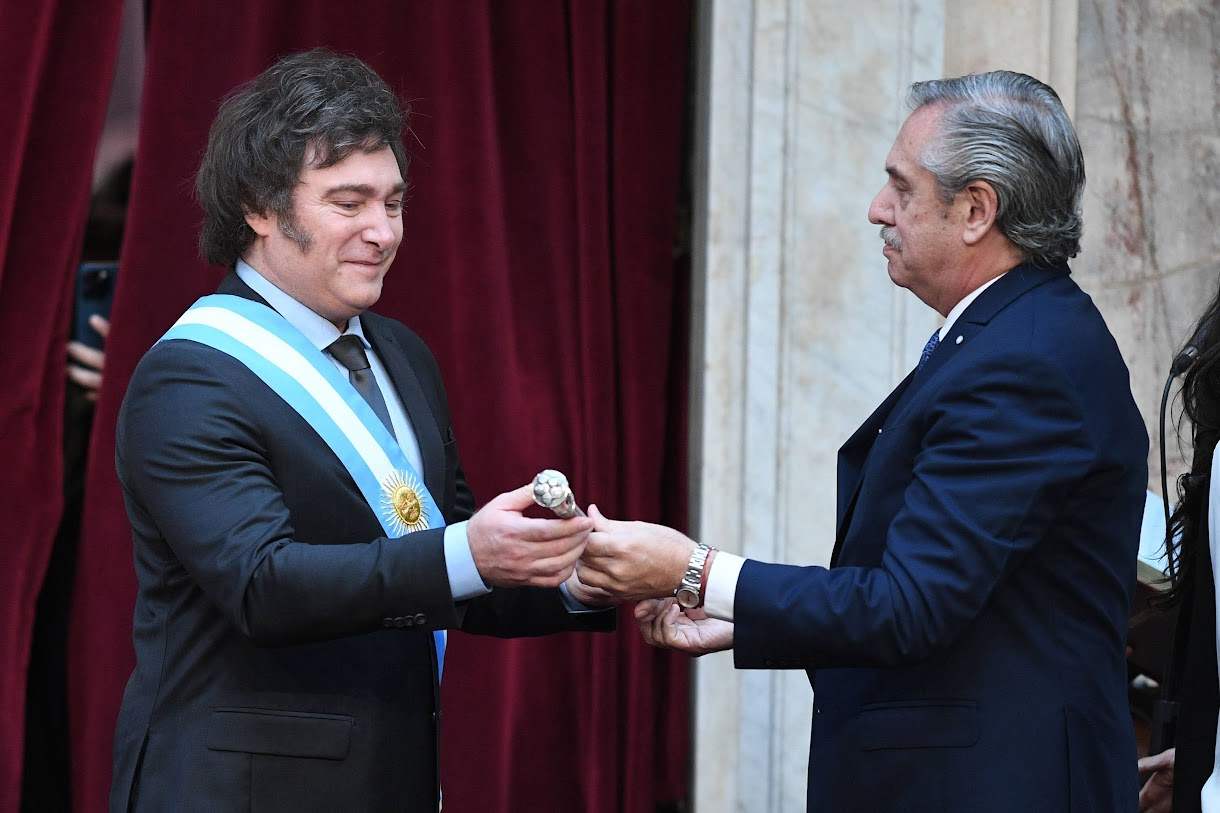
Amtsübergabe des scheidenden Präsidenten Alberto Fernández an Javier Milei

Als Teil seines radikalen Sparkurses reduzierte Milei die Anzahl der Ministerien um die Hälfte von 18 auf zunächst neun. Dies sei notwendig, um den argentinischen Staat effizienter zu gestalten, heißt es in einer Bekanntmachung. Ein neues Superministerium für „Humankapital“ umfasst nun die vorherigen fünf Ministerien für Bildung, Kultur, Arbeit, soziale Entwicklung sowie für Frauen, Geschlechter und Diversität, das neue Infrastrukturministerium diejenigen für Verkehr und öffentliche Arbeiten.
Das Ministerium für Raumentwicklung wurde in das Wirtschaftsministerium, das Tourismusministerium und das Umweltministerium in das Innenministerium eingegliedert, das Ressort Wissenschaft, Technologie und Innovation direkt dem Chef des Ministerkabinetts unterstellt.
Das Ministerium für Justiz und Menschenrechte heißt nur noch Justizministerium.

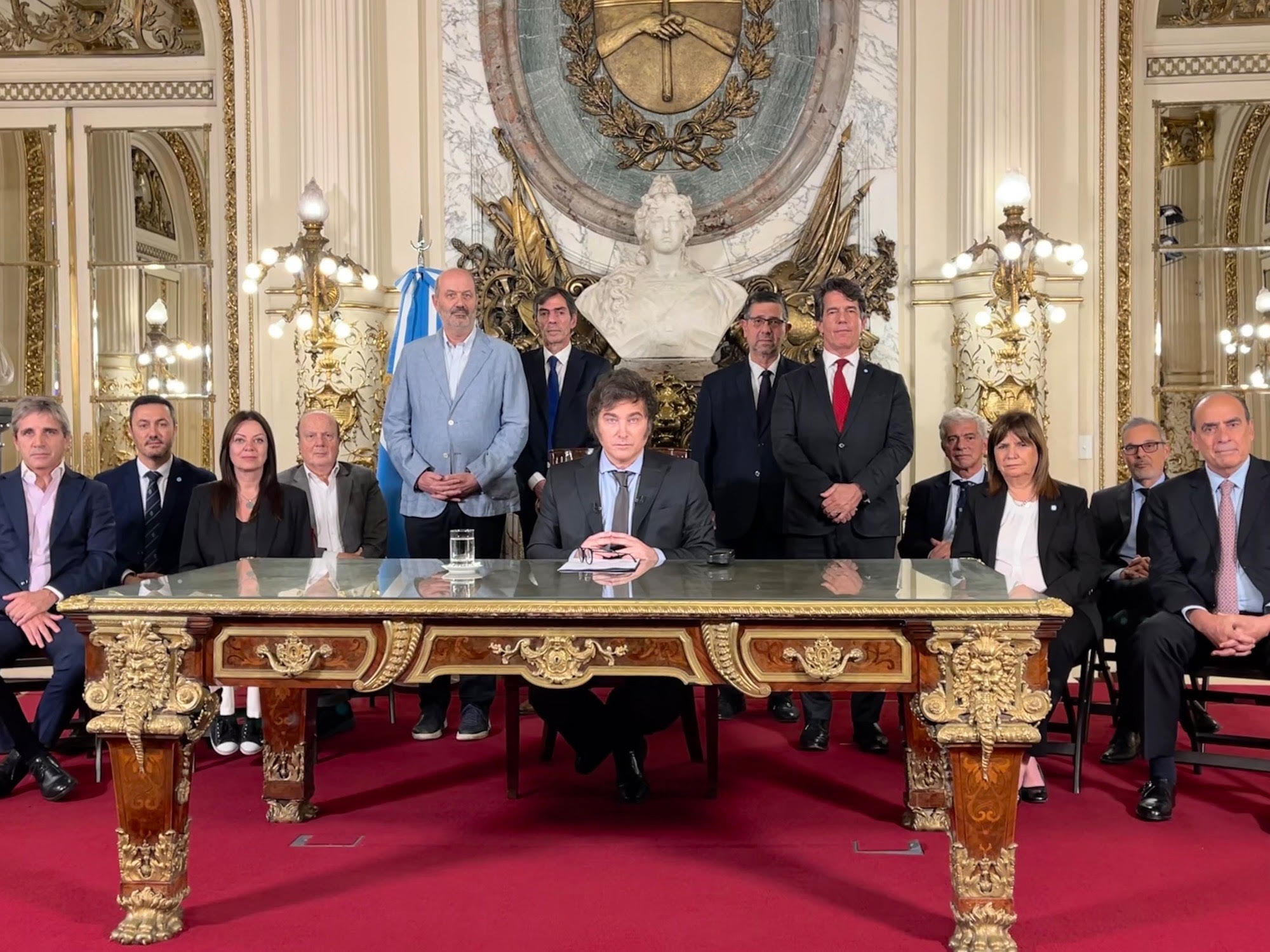
Präsident Milei mit einem Teil seiner Regierung

Die Vereidigung des Kabinetts erfolgte erstmals ohne Übertragung und ohne die Anwesenheit von Journalisten. Die Zeitung Clarin erhielt dazu die Stellungnahme: „Der Präsident sagte, dass die Lage in Argentinien kritisch ist und es keinen Grund zum Feiern gibt. Die Vereidigung ist eine private Veranstaltung, damit sich die Minister an die Arbeit machen können.“
Nach der Entlassung des Infrastrukturministers Guillermo Ferraro wegen Weitergabe von Informationen an die Presse wurde dessen Ministerium aufgelöst und dem Wirtschaftsministerium zugeschlagen.
Im Mai 2024 entließ Milei seinen Chef des Ministerkabinetts, Nicolás Posse. Diesen Posten übernahm der Innenminister Guillermo Francos, dessen Ressort gleichzeitig aufgelöst und dem Kompetenzbereich des Chefs des Ministerkabinetts unterstellt wurde.
Im Juli 2024 schuf Milei das Ministerium für Deregulierung und Transformation des Staates (Ministro de Desregulación y Transformación del Estado).

## Kabinettsmitglieder

### Minister
| Amt                                                                                        | Amtsinhaber            | Foto | Amtszeit                                 | Partei / Wahlallianz                                            |
| ------------------------------------------------------------------------------------------ | ---------------------- | ---- | ---------------------------------------- | --------------------------------------------------------------- |
| Präsident                                                                                  | Javier Milei           |      | seit 10. Dezember 2023                   | Partido Libertario / La Libertad Avanza                         |
| Vizepräsidentin                                                                            | Victoria Villarruel    |      | seit 10. Dezember 2023                   | Partido Demócrata / La Libertad Avanza                          |
| Chef des Ministerkabinetts                                                                 | Nicolás Posse          |      | seit 10. Dezember 2023 bis 27. Mai 2024  | Parteilos                                                       |
| Chef des Ministerkabinetts                                                                 | Guillermo Francos      |      | seit 27. Mai 2024                        | La Libertad Avanza                                              |
| Ministerin für Humankapital                                                                | Sandra Pettovello      |      | seit 10. Dezember 2023                   | Unión del Centro Democrático / La Libertad Avanza               |
| Minister für Nationale Verteidigung                                                        | Luis Petri             |      | seit 10. Dezember 2023                   | Unión Cívica Radical / Juntos por el Cambio                     |
| Minister für Wirtschaft                                                                    | Luis Caputo            |      | seit 10. Dezember 2023                   | Propuesta Republicana                                           |
| Minister für Deregulierung und Transformation des Staates (neu geschaffen am 5. Juli 2024) | Federico Sturzenegger  |      | seit 5. Juli 2024                        | Propuesta Republicana (bis 2024) La Libertad Avanza (seit 2024) |
| Minister für Justiz                                                                        | Mariano Cúneo Libarona |      | seit 10. Dezember 2023                   | Parteilos                                                       |
| Ministerin für Auswärtige Angelegenheiten                                                  | Diana Mondino          |      | 10. Dezember 2023 bis 31. Oktober 2024   | La Libertad Avanza                                              |
| Ministerin für Auswärtige Angelegenheiten                                                  | Gerardo Werthein       |      | seit 31. Oktober 2024                    | Parteilos                                                       |
| Ministerin für nationale Sicherheit                                                        | Patricia Bullrich      |      | seit 10. Dezember 2023                   | Propuesta Republicana / Juntos por el Cambio                    |
| Minister für Gesundheit                                                                    | Mario Russo            |      | 10. Dezember 2023 bis 27. September 2024 | Parteilos                                                       |
| Minister für Gesundheit                                                                    | Mario Lugones          |      | seit 27. September 2024                  | Parteilos                                                       |
| Minister für Infrastruktur (aufgelöst; dem Wirtschaftsministerium zugeschlagen)            | Guillermo Ferraro      |      | 10. Dezember 2023 bis 26. Januar 2024    | Parteilos                                                       |
| Minister für Inneres (aufgelöst; dem Chef des Ministerkabinetts zugeschlagen)              | Guillermo Francos      |      | 10. Dezember 2023 bis 27. Mai 2024       | Parteilos                                                       |

### Sekretäre
| Amt                                                    | Amtsinhaber                                              | Foto | Partei                |
| ------------------------------------------------------ | -------------------------------------------------------- | ---- | --------------------- |
| Generalsekretärin der Präsidentschaft                  | Karina Elizabeth Milei                                   |      | La Libertad Avanza    |
| Sekretär für rechtliche und technische Angelegenheiten | Javier Herrera Bravo (bis 3. April 2025)                 |      | Propuesta Republicana |
| Sekretär für rechtliche und technische Angelegenheiten | María Ibarzabal Murphy (seit 7. April 2025)              |      | La Libertad Avanza    |
| Sekretär für Geheimdienste                             | Sergio Neiffert (seit 15. Juli 2024)                     |      | La Libertad Avanza    |
| Sekretär für Presse                                    | Belén Stettler (bis 4. Januar 2024)                      |      | Parteilos             |
| Sekretär für Presse                                    | Eduardo Serenellini (9. Januar 2024 bis 28. Januar 2025) |      | Parteilos             |
| Sekretärin für strategische Regulierungsplanung        | María Ibarzabal Murphy (seit 9. April 2024)              |      | Parteilos             |
| Sekretär für Kommunikation und Medien                  | Manuel Adorni (seit 18. September 2024)                  |      | La Libertad Avanza    |
| Sekretär für Kultur                                    | Leonardo Cifelli (seit 27. Dezember 2023)                |      | La Libertad Avanza    |